# 木浪河
木浪河，是位于中国贵州省南部的一条河流，属于马别河右岸支流，发源于盘县南部保田镇的鲁楚坡，东南流经兴义市木浪河水库和清水河镇的响格、纳怀，于龙芽村以东入马别河。全长28公里，流域面积366平方公里。